# 阿馬馬爾
41°6′34″N 7°41′32″W / 41.10944°N 7.69222°W

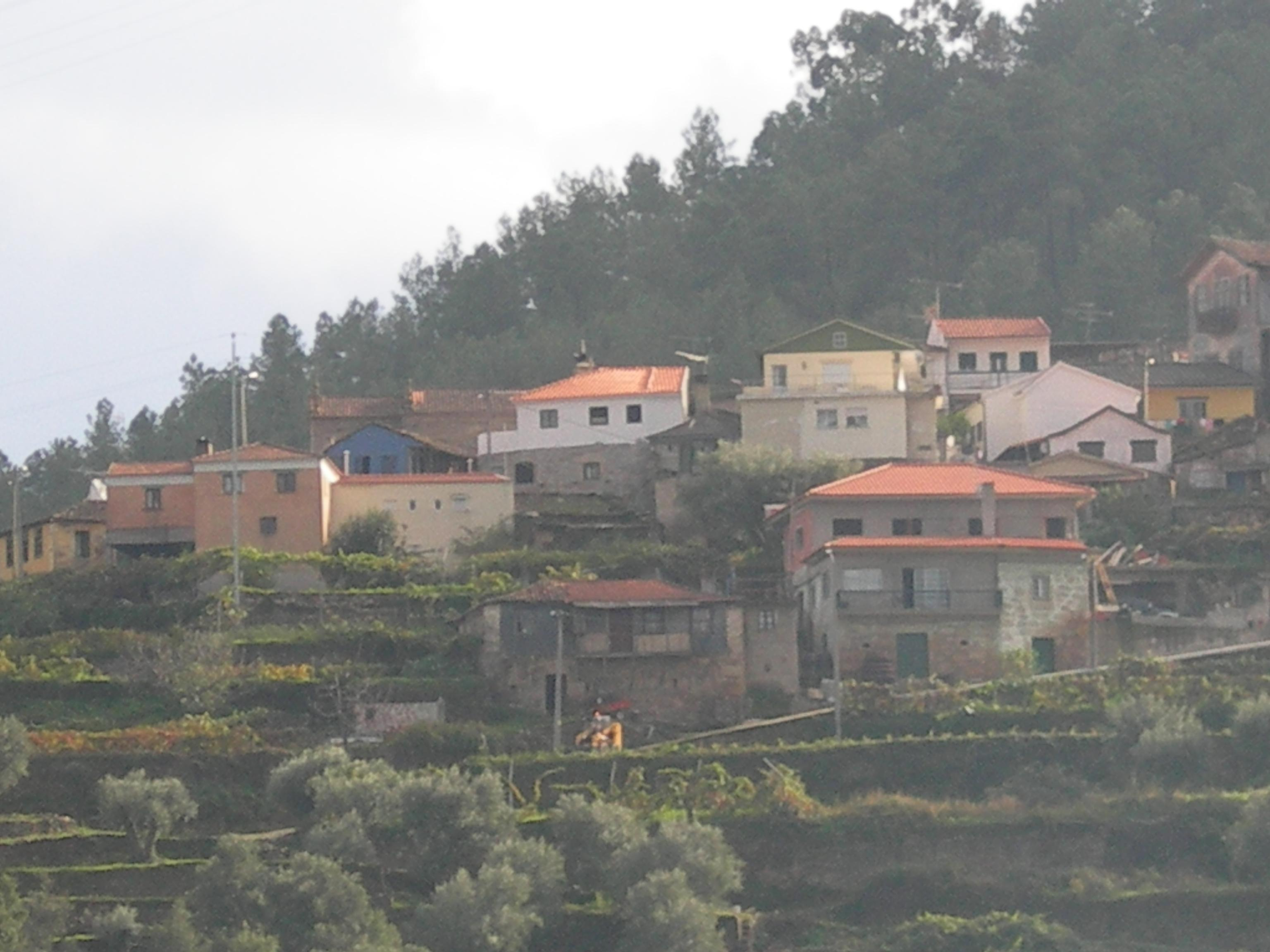

阿馬馬爾（葡萄牙語：Armamar），是葡萄牙的城鎮，位於該國中北部，由維塞烏區負責管轄，始建於1514年，面積117.24平方公里，2011年人口6,297，人口密度每平方公里53.71人。